# Kurt Zibung

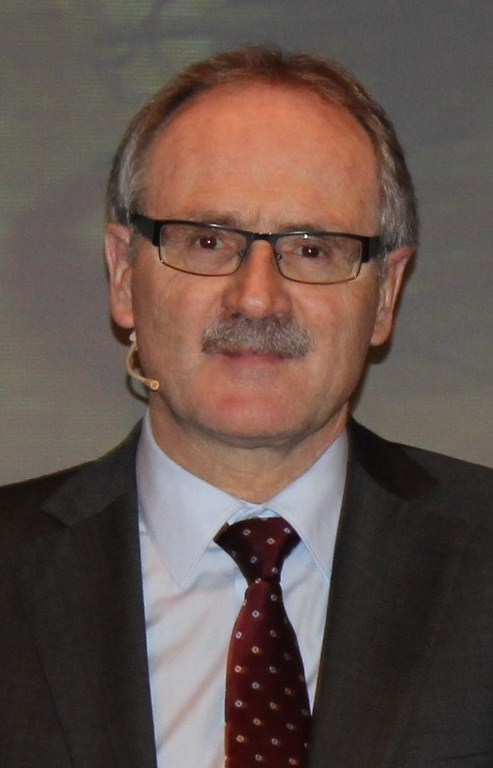
Kurt Zibung

Kurt Zibung (* 19. Oktober 1950, heimatberechtigt in Hergiswil) ist ein Schweizer Politiker (CVP).

## Biografie
Zibung war Handelslehrer beim Kaufmännischen Verband, Rektor der Kaufmännischen Berufsschule in Lachen und Oberleutnant der Mechanisierten und Leichten Truppen der Schweizer Armee.
In Lachen war Zibung Präsident verschiedener Kommissionen, Mitglied und Präsident der Vormundschaftsbehörde, von 1982 bis 1988 Rechnungsprüfer, von 1988 bis 1992 Säckelmeister und von 1992 bis 1996 Gemeindepräsident. Seit dem Juli 1996 gehört er dem Regierungsrat des Kantons Schwyz an. Bis 2004 leitete er das Erziehungsdepartement, seither das Volkswirtschaftsdepartement. Von 2004 bis 2006 war er Landammann (Regierungsratspräsident).